# Dodecaedro metabiaumentado
Em geometria, o dodecaedro metabiaumentado é um dos sólidos de Johnson (J60). Pode ser visto como um dodecaedro com duas pirâmides pentagonais (J2) acopladas a duas faces que são separadas por uma outra face (são são opostas, mas também não são adjacentes).